# Manuel Vereterra y Lombán

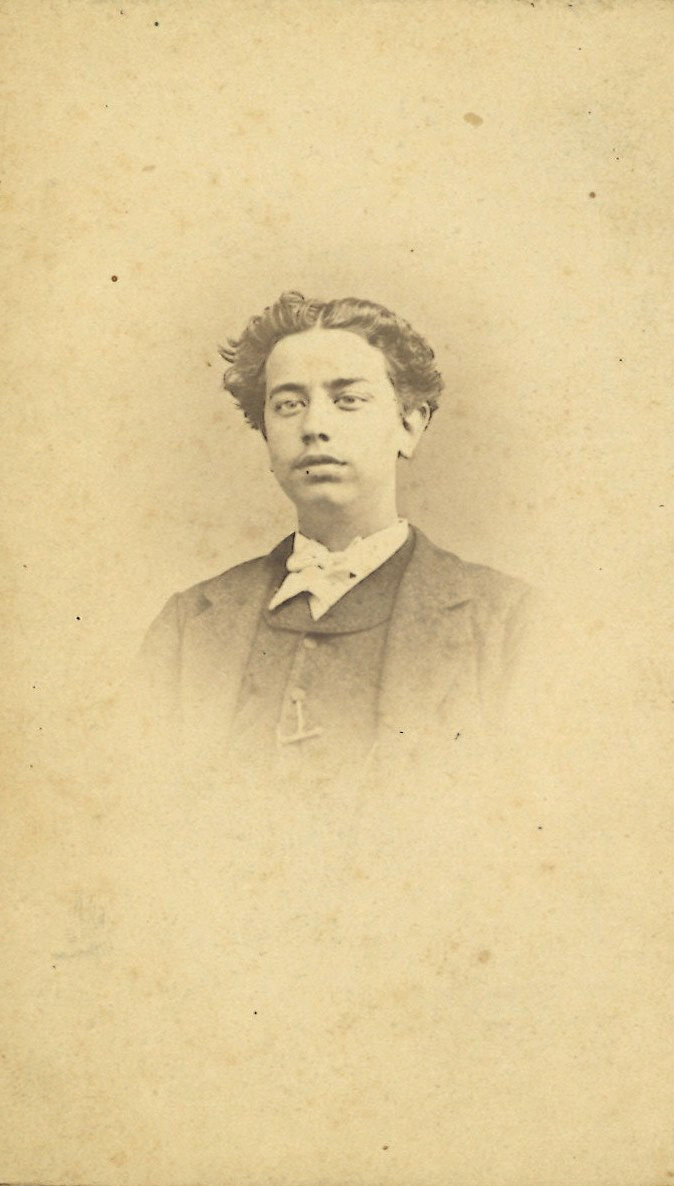
Manuel de Vereterra (1852-1931) en sus años jóvenes.

Manuel de Vereterra y Lombán (Oviedo, 21 de abril de 1852 - Llanes, 17 de septiembre de 1931) fue un político español.

## Biografía
Manuel de Vereterra y Díaz de Lombán de Carreño e Ibáñez, conocido como Marqués de Canillejas, o como Manolo Gastañaga, nació en Oviedo en 1852. Era hijo de Miguel de Vereterra y Carreño, marqués de Gastañaga y de Deleitosa, que fue diputado a Cortes y senador del Reino, y de Amalia Lombán, siendo el quinto de los seis hijos habidos en dicho matrimonio.
Al fallecimiento de su hermano José María Vereterra y Lombán, Manuel de Vereterra casó con su viuda, Isabel Armada Fernández de Córdoba, marquesa de Canillejas y grande de España, utilizando Manuel de Vereterra desde entonces los títulos de su mujer, especialmente el de Canillejas, por el que era conocido. Al fallecimiento de Isabel Armada el 26 de febrero de 1909, el matrimonio tenía cuatro hijos.

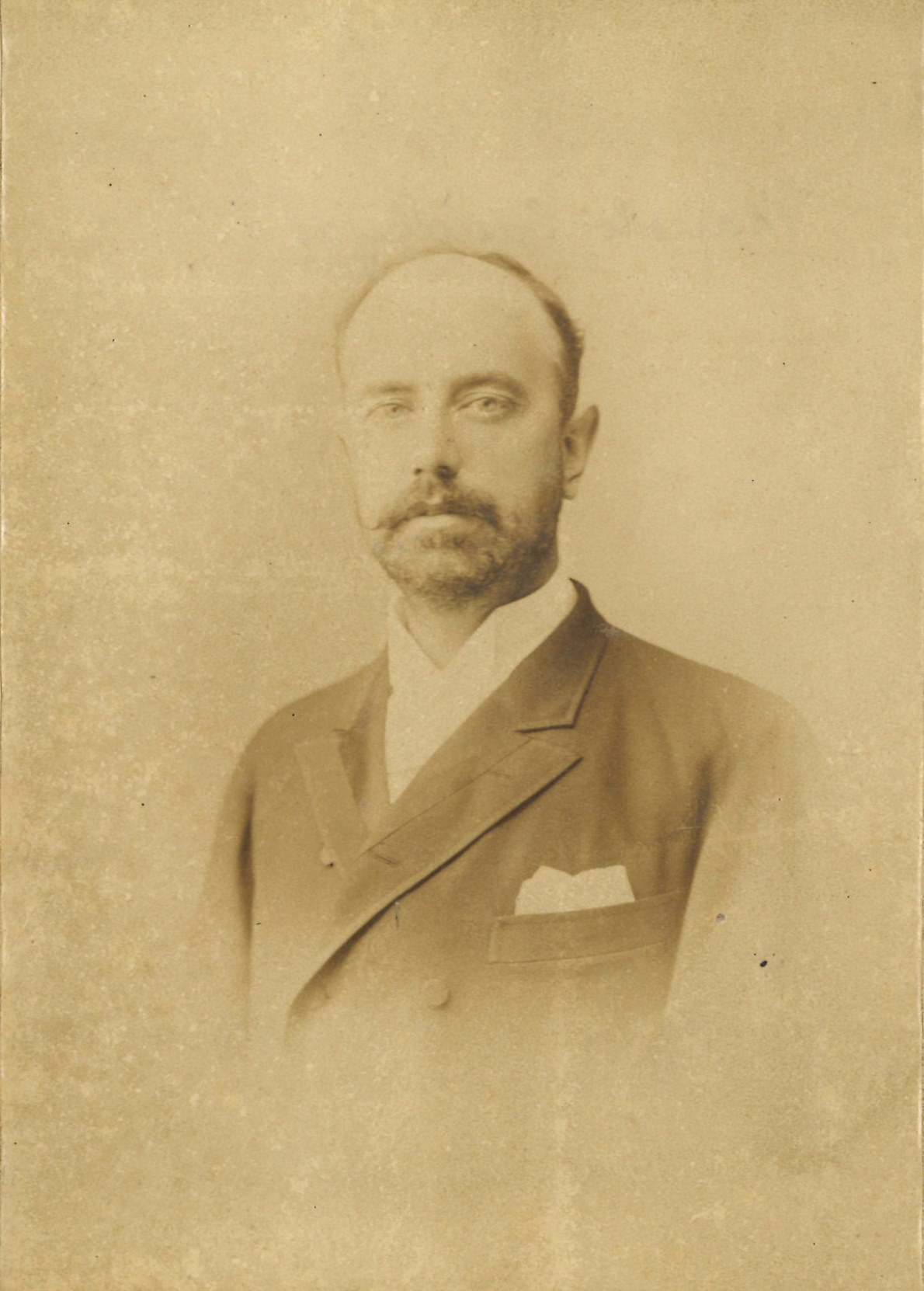
Manuel de Vereterra (1852-1931) en plena madurez.

Durante su vida, Manuel de Vereterra ejerció de jefe del partido conservador en Asturias a las órdenes de Alejandro Pidal y Mon. Fue diputado a Cortes por el distrito de Castropol entre 1878 y 1886, y diputado a Cortes por el distrito de Oviedo desde 1891 hasta 1914, fecha en la que fue nombrado senador vitalicio, situación que ostentaría hasta 1923. Además, fue maestrante de Granada, gentilhombre de cámara de S. M., con ejercicio y servidumbre desde 1882, y Gran Cruz de Carlos III desde 1896, estando en posesión de la Gran Cruz Pontificia de San Gregorio el Magno.
Manuel de Vereterra murió en Llanes el 17 de septiembre de 1931.